# Marvin Sonsona
Marvin Sonsona (25 juli 1990) is een Filipijns professioneel bokser. Sonsona won op 5 september 2009 de WBO-wereldtitel supervlieggewicht in een titelgevecht tegen Jose Lopez uit Puerto Rico. Hij werd daarmee de op een na jongste Filipijnse bokser die een wereldtitel veroverde. Slechts Morris East was 9 dagen jonger toen hij op 9 sept 1992 de WBA-wereldtitel superlichtvlieggewicht veroverde. Andere Filipijnse boksers die op hun negentiende hun eerste wereldtitel veroverden waren Ben Villaflor en Manny Pacquiao. Villaflor was 19 jaar en 5 maanden toen hij in 1972 zijn WBA-wereldtitel won en Pacquaio was 19 jaar en 11 maanden bij winst van zijn eerste wereldtitel in 1998. Hij had de wereldtitel echter maar kort in bezit. Op 20 november bokste hij tegen uitdager Alejandro Hernandez. Hoewel het duel in een gelijkspel eindigde, verloor hij wel zijn wereldtitel omdat hij voor aanvang van het duel zwaar was gebleken.
Op 27 februari 2010 nam Sonsona het op tegen de regerend WBO-wereldkampioen superbantamgewicht en ongeslagen Wilfredo Vázquez, Jr. Hij slaagde er echter niet in te titel te veroveren en verloor door een knock-out in de 4e ronde.

## Resultaten
| Datum      | Resultaat | Opponent               | Type           | Ronde | Locatie              |
| ---------- | --------- | ---------------------- | -------------- | ----- | -------------------- |
| 07-07-2007 | winst     | Richard Donaire        | Punten         | 4     | Binangonan           |
| 30-09-2007 | winst     | Noel Guliman           | TKO            | 4     | Binangonan           |
| 10-12-2007 | winst     | Daryl Amoncio          | TKO            | 2     | Puerto Princesa City |
| 29-02-2008 | winst     | Edwin Picardal         | TKO            | 4     | Binangonan           |
| 19-07-2008 | winst     | Jerome Buntog          | TKO            | 5     | Cebu City            |
| 26-08-2008 | winst     | Emer Barrientos        | KO             | 1     | Cagayan de Oro City  |
| 14-09-2008 | winst     | John Naimes            | KO             | 1     | Cebu City            |
| 04-10-2008 | winst     | Joel Rafols            | TKO            | 2     | Naga City            |
| 30-11-2008 | winst     | Edwin Picardal         | TKO            | 5     | Mandaue City         |
| 13-12-2008 | winst     | Jayson Geda            | TKO            | 1     | Compostela           |
| 31-01-2009 | winst     | Liempetch Sor Veerapol | TKO            | 4     | Cebu City            |
| 08-05-2009 | winst     | Louie Bantigue         | TKO            | 3     | Naga City            |
| 28-05-2009 | winst     | Wandee Singwancha      | TKO            | 2     | Cebu City            |
| 05-09-2009 | winst     | Jose Lopez             | Jury (unaniem) | 12    | Rama                 |
| 21-11-2009 | punten    | Alejandro Hernandez    | Jury           | 12    | Rama                 |
| 27-02-2010 | verlies   | Wilfredo Vazquez jr.   | TKO            | 4     | Bayamón              |